# Albertus-Magnus-Kirche (Gliwice)

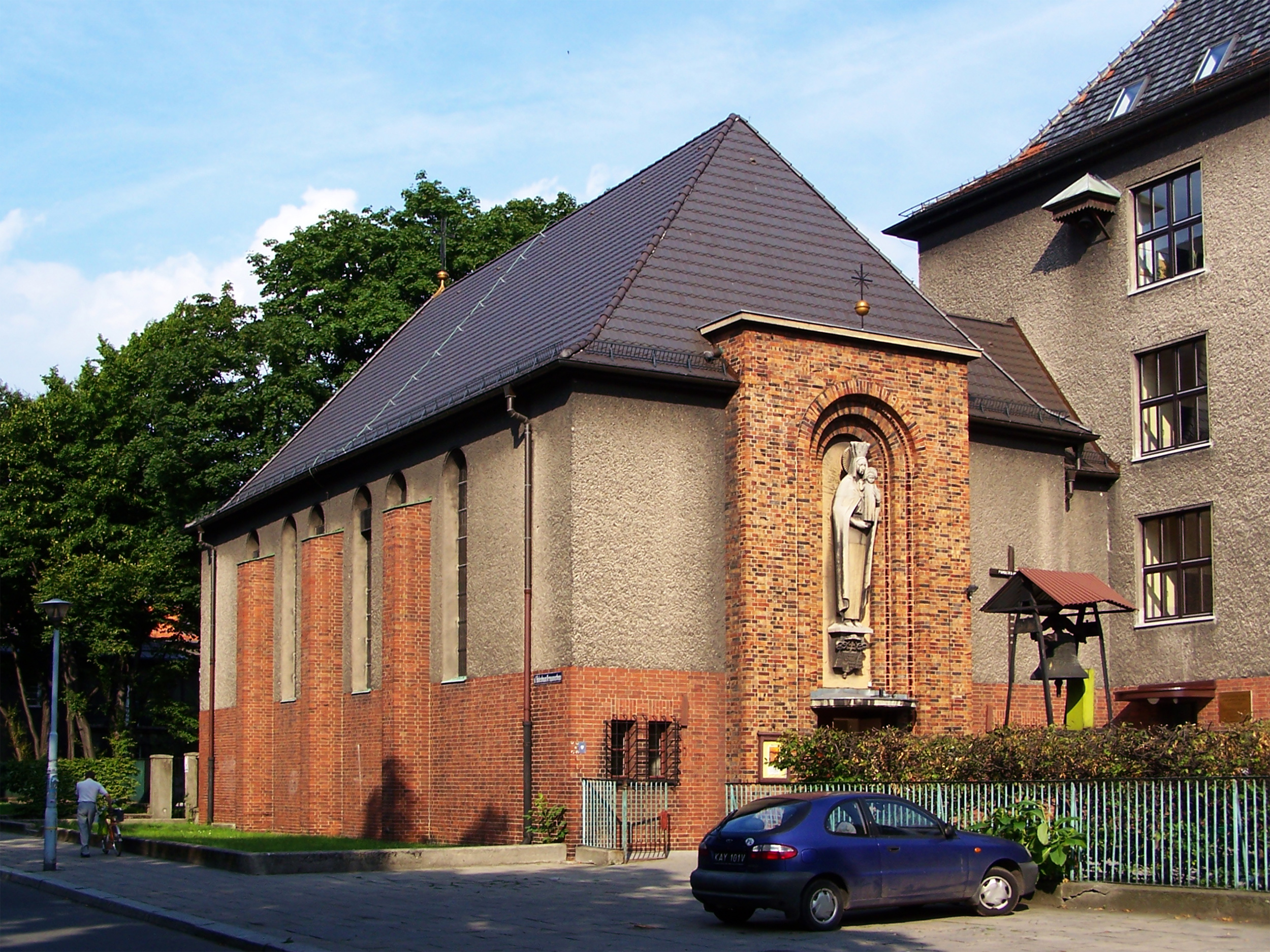
Blick auf die Albertus-Magnus-Kirche

Die Albertus-Magnus-Kirche (polnisch Kościół św. Alberta Wielkiego) im oberschlesischen Gliwice (Gleiwitz) ist eine römisch-katholische Pfarrkirche und auch Akademiekirche. Ursprünglich war das Bauwerk die Kapelle des Neuen Konvikts und hieß anschließend bis 2017 Erzengel-Michael-Kirche. Die Kirche im modernen Stil stammt aus der Mitte des 20. Jahrhunderts und ist dem heiligen Albertus Magnus (um 1200–1280) geweiht. Die Albertus-Magnus-Kirche gehört der Pfarrgemeinde St. Michael in Gliwice (Gleiwitz) im Dekanat Gliwice des Bistums Gliwice an. Sie befindet sich an der Ulica Bolesława Krzywoustego 1 im Stadtteil Politechnika (Technische Universität).

## Geschichte
Das heutige Kirchengebäude war ursprünglich als Kapelle des neuen Konvikts Albertinum erbaut worden. 1930 wurde der Grundstein für das Albertinum gesetzt, Ende 1931 wurde das Konvikt fertiggestellt. Am 2. Februar 1931 wurde das Konvikt durch den Breslauer Erzbischof Adolf Bertram (1859–1945) zum Gedenken an den heiligen Albertus Magnus geweiht und ihm der Name Albertinum verliehen. 1940 wurde die Tätigkeit des Konvikts eingestellt und das Gebäude beschlagnahmt und in ihm Umsiedler aus Bessarabien untergebracht. 1945 wurde durch die Sowjets das Priesterseminar aufgelöst.
1936 wurde die Kirchengemeinde St. Michael gegründet, der neue Kirchenbezirk wurde von der Peter-Paul-Gemeinde abgetrennt. Diese Gemeinde richtete eine Notkirche am Flughafen von Gleiwitz ein. Ab Oktober 1939 richtete die Gemeinde ihre Gottesdienste in der Margarethenkapelle aus. Diese wurde jedoch 1945 beim Einmarsch der Sowjetarmee zerstört. Danach zog die Gemeinde in die Kapelle des Konvikts.
1956 erhielt sie im Innenraum eine neue Polychromie. Seit August 1963 wird die Kirche als Pfarrkirche genutzt. 1988 wurde aus der Gemeinde die neue Gemeinde der Muttergottes von Tschenstochau abgetrennt. 1994 wurde der Altarraum neu ausgestattet und die Kirche renoviert. Am 28. Mai 2012 segnete Bischof Jan Wieczorek das neue Mosaik von Szymon Prandzioch im Altarraum. Am 12. November 2017 weihte der Bischof von Gliwice Jan Kopiec (* 1947) die Kirche unter dem Namen St. Albertus Magnus, um den ursprünglichen Namen des Konvikts zu erhalten.

## Architektur
Bei der Albertus-Magnus-Kirche handelt es sich um ein modernes Bauwerk mit einer Fassade aus roten Ziegelsteinen und Putz. Während die Fassade größtenteils schlicht gehalten ist, besitzt der Eingang eine aufwändigere Gestaltung. Im Eingangsportal mit Rundbogen befindet sich eine steinerne Marienfigur mit Jesuskind des Bildhauers Hanns Breitenbach (1890–1945). Die Kirche besitzt keinen Kirchturm.
Der Chorraum wurde durch Stanisław Słodowy gestaltet.